# Cenophron aesar
Cenophron aesar är en insektsart som beskrevs av Ronald Gordon Fennah 1969. Cenophron aesar ingår i släktet Cenophron och familjen vedstritar. Inga underarter finns listade i Catalogue of Life.